# Kölleda
Kölleda é uma cidade da Alemanha localizada no distrito de Sömmerda, estado da Turíngia.
A cidade de Kölleda é membro e sede do Verwaltungsgemeinschaft (plural: Verwaltungsgemeinschaften - português: corporações ou corpos administrativos centrais) de Kölleda.